# HoYeon Jung
Jung Ho-yeon ( hangul: 정호연 , născută la 23 iunie 1994), cunoscută și sub numele de HoYeon Jung, este model și actriță sud-coreeană. Ea și-a început cariera ca model în 2010, prezentând la Săptămâna Modei de la Seul. În 2013,  a concurat  în emisiunea Korea's Next Top Model și s-a clasat pe locul secund. În 2016, Jung a semnat cu The Society Management și a părăsit Coreea de Sud pentru a urma o carieră internațională. Ea a devenit cunoscută pentru părul ei roșu „de foc” după ce și-a făcut debutul internațional pe podium în timpul Săptămânii Modei de la New York. A lucrat în exclusivitate cu Louis Vuitton în 2016 și a devenit ambasador global al mărcii în 2021.

## Biografie
Jung Ho-yeon s-a născut pe 23 iunie 1994, în Myeonmok-dong, Seul, Coreea de Sud, și are două surori.  A absolvit Universitatea Dongduk pentru Femei, unde s-a specializat în modeling.

### Cariera ca prezentatoare de modă
Jung a început să ia cursuri de modeling la vârsta de 15 ani și a început să lucreze ca model independent în 2010, la vârsta de 16 ani.   Ea a apărut în videoclipul muzical al piesei lui Kim Yeon-woo „Move” în 2014.  În 2016 a semna cu The Society Management a părăsit Coreea de Sud pentru a urma o carieră în străinătate.  De asemenea, a semnat cu Elite Model Management și Nomad Management. Înainte de a se muta la New York, Jung și-a vopsit din neatenție părul într-o culoare roșie „de foc”, care a devenit aspectul ei semnătură. 
Ea și-a făcut debutul internațional pe podium în septembrie 2016, la ceremonia de deschidere a Săptămânii modei de la New York.  La scurt timp după, ea a intrat în spectacole pentru Marc Jacobs, Alberta Ferretti, Chanel, Max Mara și Fendi; a apărut în Harper's Bazaar, Love și W; și a fost prezentat în campaniile pentru Sephora și Gap.   Tot în 2016, ea și-a făcut debutul pe podiumul Săptămânii Modei de la Paris ca model exclusiv pentru Louis Vuitton.  La Asian Model Awards 2019, ea a câștigat premiul Asian Star.
Jung a prezentat pentru Burberry, Miu Miu, Jason Wu, Chanel, Schiaparelli, Giambattista Valli, Bottega Veneta, Emilio Pucci, Prabal Gurung, Jacquemus, Gabriela Hearst, Moschino, Oscar de la Renta, Roberto Cavalli., Jeremy Scott, Tory Burch, Jean-Paul Gaultier, Acne Studios, Brandon Maxwell, Gucci, și Lanvin . Ea a apărut, de asemenea, în reclame pentru Louis Vuitton, Chanel, Hermès, și Bottega Veneta,  și pe copertele Vogue Coreea, Vogue Japonia, CR Fashion Book, și Harper Bazaar Coreea.
Jung a apărut într-un videoclip promoțional pentru colecția capsulă realizată prin colaborarea lui Pharrell cu Chanel în martie 2019.   În octombrie 2021, ea a fost numită Ambasador global al casei Louis Vuitton pentru modă, ceasuri și bijuterii. În aceeași lună, ea a colaborat cu Adidas Originals pentru campania lor Adicolor. Ea a apărut pe coperta numărului din februarie 2022 al revistei Vogue, devenind prima femeie din Korea care apare singură pe coperta acestei reviste.

### Actorie

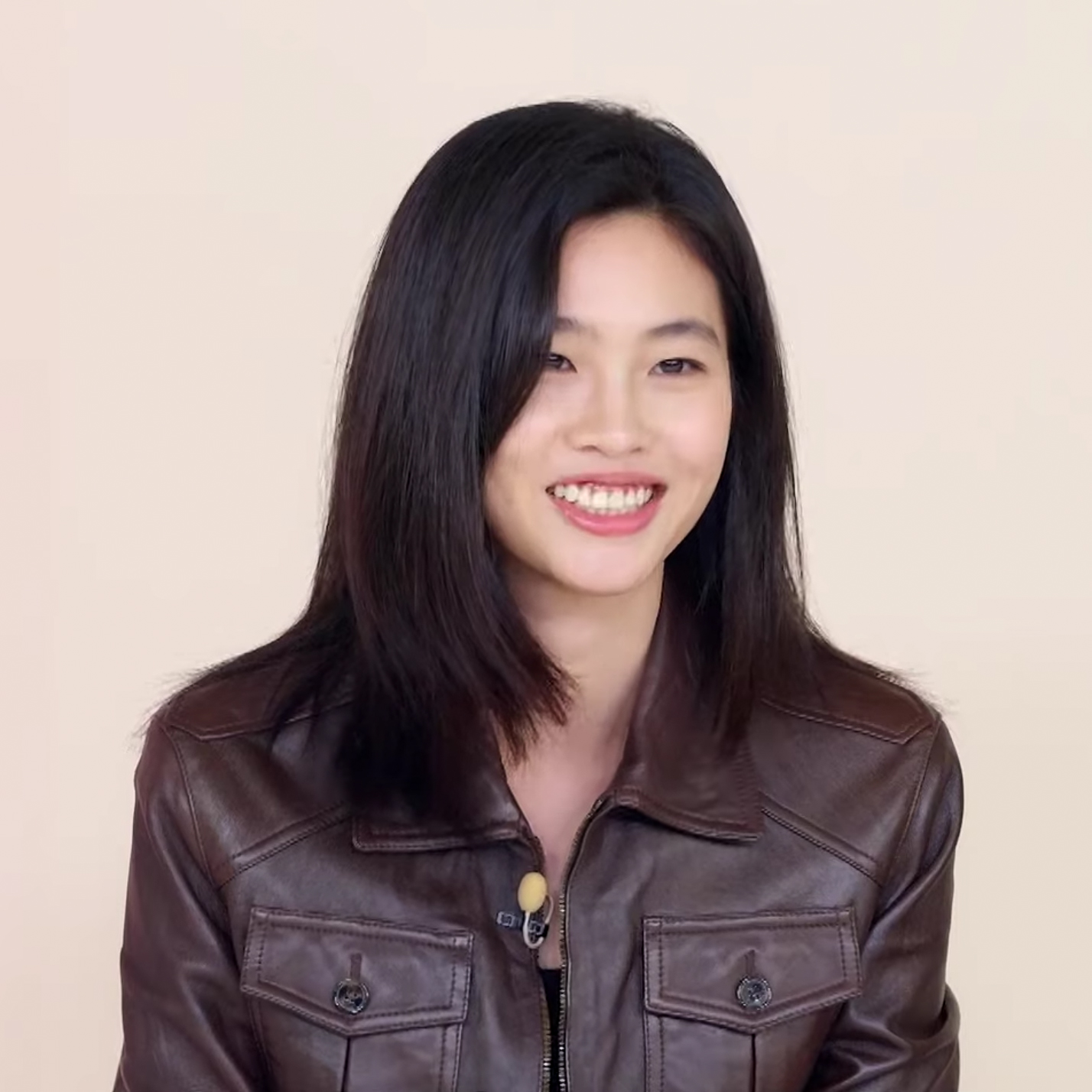
Jung în septembrie 2021

Jung a decis să-și înceapă cariera în actorie din cauza faptului că resimțea cum durata de viață a carierei de model se scurtează cu trecerea timpului. În timp ce lucra ca model Jung lua lecții de actorie și a făcut eforturi pentru a-și îmbunătăți limba engleză. În ianuarie 2020, Jung a semnat cu agenția coreeană de talente Saram Entertainment . Ea și-a făcut debutul în actorie în serialul Netflix Squid Game din 2021, în care a jucat rolul lui Kang Sae-byeok, o dezertoare nord-coreeană și hoață de buzunare care are nevoie de bani pentru a-și întreține fratele mai mic și a-și găsi mama în Coreea de Nord. La o lună după ce a semnat cu Saram, i s-au oferit trei scene din scenariul show-ului și a dat o audiție video pentru rolul prin serial în timp ce se afla la New York pentru Săptămâna Modei. Apoi a fost chemată de regizorul Hwang Dong-hyuk să dea o nouă audiție în persoană în Coreea de Sud. După această audiție a primit rolul.
Ea a studiat pentru rolul lui Sae-byeok exersând dialectul Hamgyŏng folosit de personaj în discuții cu adevărați dezertori nord-coreeni, vizionând documentare despre dezertorii nord-coreeni și învățând arte marțiale. Personajul Sae-byeok a devenit un personaj favorit al publicului, iar Jung a fost recunoscută de către critici ca vedeta creată de Squid Game.
Celebritatea lui Jung a fost reconfirmată odată cu videoclipul muzical „Out of time" al lui The Weeknd, în care a jucat. Colaborarea dintre cei doi a venit ca o surpriză plăcută pentru fanii cântărețului care i-au remarcat admirația față de aceasta încă de la primul sezon Squid Game, dat fiind că The Weeknd a pus pe story-ul său de Instagram o postare de-a lui Ho-yeon pe care ea a redistribuit-o pe contul propriu de pe rețeaua de socializare.